# O Salnés
O Salnés egy comarca (járás) Spanyolország Galicia autonóm közösségében, Pontevedra tartományban. Székhelye . Népessége 2005-ös adatok szerint 107 618 fő volt.

## Települések
A székhely neve félkövérrel szerepel.
- A Illa de Arousa
- Vilagarcía de Arousa
- Vilanova de Arousa
- Ribadumia
- Cambados
- Meaño
- Meis
- Sanxenxo
- O Grove